# イサーム・ザフルッディーン
イサーム・ジャドアーン・ザフルッディーン（アラビア語：عصام جدعان زهرالدين、Issam Jad'aan Zahreddine、1961年9月9日 - 2017年10月18日）はシリア・アラブ共和国の軍人で 、宗教的にはイスラーム教ドゥルーズ派に属する。
シリア軍の精鋭部隊の一つ共和国防衛隊に所属し、シリア内戦における彼の最も顕著な活躍は、3年以上に渡ったISILによるデリゾール包囲に際し、シリア軍を指揮し同市を守り続けた事である。2017年10月、シリア政府軍はデリゾールの大部分からISを駆逐し、また、ほぼ同時期にシリア民主軍がISの首都ラッカを制圧した事で、ISは事実上崩壊したが、 2017年10月18日、ザフルッディーンはISの残党を掃討する作戦中にデリゾールのサクル島で地雷爆発によって死亡した。Issam Zaher Eldin又はIssam Zaher al-Deenとも表記される。